# Baseball alla XVIII Universiade
Il torneo di baseball della XVIII Universiade si è svolto a Fukuoka, Giappone, dal 26 agosto al 1º settembre 1995. Al torneo maschile hanno partecipato 4 squadre.

## Podio
| Evento                       | Oro  | Argento       | Bronzo   |
| Baseball maschile (dettagli) | Cuba | Corea del Sud | Giappone |

## Medagliere
| Posizione | Paese         |   |   |   | Totale |
| --------- | ------------- | - | - | - | ------ |
| 1         | Cuba          | 1 | 0 | 0 | 1      |
| 2         | Corea del Sud | 0 | 1 | 0 | 1      |
| 3         | Giappone      | 0 | 0 | 1 | 1      |
| Totale    | Totale        | 1 | 1 | 1 | 3      |